# Joseph McPartlin
Joseph McPartlin (ur. 12 czerwca 1938 w West Hartlepool, zm. 24 października 2013 w Oksfordzie) – szkocki rugbysta, reprezentant kraju, sędzia i działacz sportowy, nauczyciel.
Jego rodzicami byli pochodzący z Glasgow George i Belle McPartlin, nauczycielka oraz odznaczony Orderem Imperium Brytyjskiego działacz sportowy. Krótko uczęszczał do St Aloysius' College w Glasgow, rodzina bowiem po wojnie osiadła w Londynie, gdzie McPartlin podjął naukę w Wimbledon College. Prócz rugby, w którym został dodatkowo wybrany do ogólnolondyńskiego zespołu szkół średnich, szkołę reprezentował również w krykiecie. Odbył następnie służbę wojskową w wojskach lądowych, w jej trakcie grał dla Army Rugby Union, a zakończył ją w randze podporucznika (2nd Lieutenant).
W 1959 roku rozpoczął studia geograficzne w St Edmund Hall będącym częścią Uniwersytetu Oksfordzkiego. Na pierwszym roku nauki grał w drugim zespole Oxford University Rugby Football Club, Greyhounds, zaś przez kolejne trzy lata w pierwszym. Trzykrotnie, w latach 1960–1962 wystąpił w jego barwach w Varsity Match przeciwko drużynie z Cambridge, w ostatnim z nich pełniąc rolę kapitana zespołu.
Również na pierwszym roku studiów pojawił się na zgrupowaniu szkockiej kadry, przynależąc wówczas do klubu Harlequins i reprezentacyjnego zespołu hrabstwa Surrey. Otrzymał powołanie na Puchar Pięciu Narodów 1960 i zadebiutował w przegranym spotkaniu na Murrayfield z Francją. Utrzymał miejsce w składzie na drugi mecz Pucharu Pięciu Narodów z Walią, lecz grał w nim z kontuzją ręki, tak więc standard jego gry odbiegał od oczekiwanego. Gubione w tym spotkaniu piłki spowodowały, iż opuścił resztę meczów turnieju, wyjazd kadry do Południowej Afryki, a także cały sezon 1961. Forma w uniwersyteckim zespole dały mu powołanie na Puchar Pięciu Narodów 1962, zagrał w nim we wszystkich czterech meczach, a na przeszkodzie w zdobyciu pierwszego od 1935 roku Triple Crown stanął remis z Anglią. Ogółem wystąpił zatem w sześciu meczach szkockiej reprezentacji nie zdobywając punktów. W kwietniu 1962 roku wybrany został do zespołu Barbarians na mecz z Cardiff RFC. Grał następnie dla Oxford RFC oraz hrabstwa Oxfordshire.
Podjął następnie podyplomowe studia z edukacji, a ukończywszy uniwersytet objął posadę nauczyciela w St Edward's School w 1963 roku, na której pozostał do emerytury. Pozostał związany z uniwersyteckim zespołem rugby pełniąc w nim różne funkcje od 1975 roku aż do śmierci. Udzielał się także jako trener zespołów juniorskich oraz arbiter.
Miał trzech braci i siostrę, nigdy się nie ożenił. Zmarł po długiej walce z rakiem prostaty.